# Mosquée de Québec à Limoilou
La mosquée de Québec se trouve au Vieux-Limoilou (Québec), au Canada. Ouverte en 2007, elle est opérée par Bel Agir,.